# Rhino Page
Rhino Page (Topeka, 10 de julho de 1983) é um jogador de boliche profissional estadunidense filiado a Professional Bowlers Association (PBA). Page disputou os Jogos Pan-americanos de 2007 na cidade do Rio de Janeiro, conquistando a medalha de ouro no individual e em duplas.